# Hrvatski nogometni kup 2005-2006
La Hrvatski nogometni kup 2005./06. (coppa croata di calcio 2005-06) fu la quindicesima edizione della coppa nazionale croata, fu organizzata dalla Federazione calcistica della Croazia e fu disputata dal agosto 2005 al maggio 2006.
Il detentore era il Rijeka, che in questa edizione si ripeté: fu il suo secondo titolo nella competizione, la quarta coppa nazionale contando anche le due della Coppa di Jugoslavia.
La vittoria diede ai fiumani la qualificazione alla Coppa UEFA 2006-2007.
La Dinamo Zagabria, vincitrice del campionato, venne eliminata agli ottavi di finale.

## Formula e partecipanti
Alla competizione parteciparono le migliori squadre delle divisioni superiori, con la formula dell'eliminazione diretta. I primi turni erano a gara singola, mentre quarti, semifinali e finale erano ad andata e ritorno.
Al turno preliminare accedono le squadre provenienti dalle  Županijski kupovi (le coppe regionali): le 21 vincitrici più le finaliste delle 11 coppe col maggior numero di partecipanti.
Le prime 16 squadre del ranking quinquennale di coppa (63 punti alla vincitrice della coppa, 31 alla finalista, 15 alle semifinaliste, 7 a quelle che hanno raggiunto i quarti, 3 a quelle eliminate agli ottavi, 1 se eliminate ai sedicesimi) sono ammesse di diritto ai sedicesimi di finale.

### Ammesse di diritto ai sedicesimi di finale
Le prime 16 squadre (coi punti) del ranking 1999-2004 entrano di diritto nei sedicesimi della Coppa 2005-06:
- 1 Dinamo Zagabria (223)
- 2 Hajduk Spalato (171)
- 3 Varteks Varaždin (91)
- 4 Osijek (51)
- 5 NK Zagabria (47)
- 6 Pola Staro Češko (39)
- 7 Kamen Ingrad (32)
- 8 Rijeka (31)
- 9 Cibalia (31)
- 10 Pomorac (23)
- 11 Slaven Belupo (17)
- 12 Inter Zaprešić (15)
- 13 Hrvatski Dragovoljac (15)
- 14 Zara (13)
- 15 Sebenico (13)
- 16 Naftaš Ivanić (11)

### Le finali regionali
Le Županijski kupovi (le coppe regionali) 2004-2005 hanno qualificato le 32 squadre (segnate in giallo) che partecipano al turno preliminare della Coppa di Croazia 2005-06. Si qualificano le 21 vincitrici più le finaliste delle 11 coppe col più alto numero di partecipanti.
| Regione                                 | Vincitore          | Finalista                     | Risultato |
| --------------------------------------- | ------------------ | ----------------------------- | --------- |
| Regione di Zagabria                     | Vinogradar         | Samobor                       | ?         |
| Regione di Krapina e dello Zagorje      | Zagorec            | ?                             | ?         |
| Regione di Sisak e della Moslavina      | Moslavina          | Segesta                       | ?         |
| Regione di Karlovac                     | Ogulin             | ?                             | ?         |
| Regione di Varaždin                     | Podravina Ludbreg  | Mladost Sigetec Ludbreški     | ?         |
| Regione di Koprivnica e Križevci        | Koprivnica         | Kalinovac                     | ?         |
| Regione di Bjelovar e della Bilogora    | Bjelovar           | Hajduk Hercegovac             | ?         |
| Regione litoraneo-montana               | Naprijed Hreljin   | ?                             | ?         |
| Regione della Lika e di Segna           | Nehaj Senj         | ?                             | ?         |
| Regione di Virovitica e della Podravina | Papuk Orahovica    | Suhopolje                     | 2–1       |
| Regione di Požega e della Slavonia      | Slavonija Požega   | ?                             | ?         |
| Regione di Brod e della Posavina        | Oriolik Oriovac    | Zadrugar Oprisavci            | ?         |
| Regione zaratina                        | Croatia Turanj     | ?                             | ?         |
| Regione di Osijek e della Baranja       | Belišće            | Višnjevac                     | ?         |
| Regione di Sebenico e Tenin             | Vodice             | ?                             | ?         |
| Regione di Vukovar e della Sirmia       | Vukovar            | Graničar Županja              | 3–1       |
| Regione spalatino-dalmata               | Hrvace             | ?                             | ?         |
| Regione istriana                        | Istria             | Jedinstvo Omladinac Nedešćina | ?         |
| Regione raguseo-narentana               | Konavljanin Čilipi | ?                             | ?         |
| Regione del Međimurje                   | Međimurje          | Čakovec                       | ?         |
| Città di Zagabria                       | ZET                | Naftaš HAŠK                   | 2–0       |

### Riepilogo
| 1ª Divisione 1.HNL | 2ª Divisione 2.HNL | 3ª Divisione 3.HNL | Divisioni inferiori                                                                                   |
| --- | --- | --- | --- |
| dal turno preliminare: | | | |
| Međimurje | Belišće Bjelovar Čakovec Graničar Županja Koprivnica Segesta Slavonija Požega Vukovar                                                                     | Istria Jedinstvo Omladinac Nedešćina Konavljanin Čilipi Kalinovac Moslavina Nehaj Senj Ogulin Oriolik Oriovac Papuk Orahovica Podravina Ludbreg Samobor Vinogradar Višnjevac Zadrugar Oprisavci Zagorec ZET Zagabria | Croatia Turanj Hajduk Hercegovac Naftaš HAŠK Hrvace Mladost Sigetec Ludbreški Naprijed Hreljin Vodice |
| dai sedicesimi di finale: | | | |
| Cibalia Dinamo Zagabria Hajduk Spalato Inter Zaprešić Kamen Ingrad Osijek Pola Staro Češko Rijeka Slaven Belupo Varteks Varaždin NK Zagabria | Hrvatski Dragovoljac Naftaš Ivanić Pomorac Sebenico Zara                                                                                                  | | |
| non ammesse: | | | |
| | Croatia Sesvete Dilj Vinkovci Grafičar-Vodovod Osijek Imotski Karlovac Marsonia Slavonski Brod Metalac Osijek Mladost Molve Mosor Žrnovnica Novalja Solin | le altre 70 squadre | tutte le altre squadre                                                                                |
| 1ª Divisione 1.HNL | 2ª Divisione 2.HNL | 3ª Divisione 3.HNL | Divisioni inferiori                                                                                   |

### Calendario
| Turno                | Data                             | Numero gare | Squadre | Entrano in questo turno                                                |
| -------------------- | -------------------------------- | ----------- | ------- | ---------------------------------------------------------------------- |
| Turno preliminare    | 31 agosto 2005                   | 16          | 48 → 32 | Vincitrici delle 21 coppe regionali 11 finaliste delle coppe regionali |
| Sedicesimi di finale | 21 settembre 2005                | 16          | 32 → 16 | Le migliori 16 del ranking                                             |
| Ottavi di finale     | 19 ottobre 2005                  | 8           | 16 → 8  | Nessuna                                                                |
| Quarti di finale     | 9 novembre 2005 15 novembre 2005 | 8           | 8 → 4   | Nessuna                                                                |
| Semifinali           | 29 marzo 2006 5 aprile 2006      | 4           | 4 → 2   | Nessuna                                                                |
| Finale               | 26 aprile 2006 3 maggio 2006     | 2           | 2 → 1   | Nessuna                                                                |

## Turno preliminare
| Squadra 1                 | Risultato             | Squadra 2                     |
| ------------------------- | --------------------- | ----------------------------- |
| 31 agosto 2005            |                       |                               |
| Vukovar                   | 5 – 1                 | Papuk Orahovica               |
| Hajduk Hercegovac         | 1 – 3                 | ZET Zagabria                  |
| Samobor                   | 1 – 0                 | Konavljanin Čilipi            |
| Moslavina                 | 3 – 1                 | Istria                        |
| Graničar Županja          | 2 – 5                 | Zagorec                       |
| Slavonija Požega          | 0 – 0 (dts) (4-3 dtr) | Koprivnica                    |
| Podravina Ludbreg         | 1 – 3                 | Jedinstvo Omladinac Nedešćina |
| Mladost Sigetec Ludbreški | 0 – 2                 | Belišće                       |
| Ogulin                    | 13 – 0                | Croatia Turanj                |
| Čakovec                   | 3 – 1                 | Nehaj Senj                    |
| Vodice                    | 0 – 0 (dts) (5-4 dtr) | Oriolik Oriovac               |
| Naftaš HAŠK               | 3 – 2 (dts)           | Zadrugar Oprisavci            |
| Višnjevac                 | 0 – 4                 | Međimurje                     |
| Hrvace                    | 5 – 0                 | Naprijed Hreljin              |
| Bjelovar                  | 2 – 3                 | Segesta                       |
| Vinogradar                | 7 – 1                 | Kalinovac                     |

## Sedicesimi di finale
| Squadra 1                     | Risultato | Squadra 2            |
| ----------------------------- | --------- | -------------------- |
| 21 settembre 2005             |           |                      |
| Naftaš HAŠK                   | 0 – 8     | Dinamo Zagabria      |
| Hrvace                        | 0 – 3     | Hajduk Spalato       |
| Ogulin                        | 2 – 3     | Varteks Varaždin     |
| Jedinstvo Omladinac Nedešćina | 0 – 2     | Rijeka               |
| Vodice                        | 0 – 5     | Osijek               |
| ZET Zagabria                  | 1 – 0     | Pola Staro Češko     |
| Moslavina                     | 1 – 0     | NK Zagabria          |
| Slavonija Požega              | 1 – 3     | Kamen Ingrad         |
| Samobor                       | 1 – 4     | Cibalia              |
| Vinogradar                    | 2 – 1     | Pomorac              |
| Vukovar                       | 0 – 3     | Slaven Belupo        |
| Čakovec                       | 0 – 4     | Inter Zaprešić       |
| Međimurje                     | 2 – 0     | Zara                 |
| Zagorec                       | 0 – 3     | Hrvatski Dragovoljac |
| Segesta                       | 1 – 0     | Belišće              |
| Naftaš Ivanić                 | 2 – 0     | Sebenico             |

## Ottavi di finale
| Squadra 1            | Risultato   | Squadra 2        |
| -------------------- | ----------- | ---------------- |
| 19 ottobre 2005      |             |                  |
| Naftaš Ivanić        | 3 – 2       | Dinamo Zagabria  |
| Segesta              | 1 – 2 (dts) | Hajduk Spalato   |
| Hrvatski Dragovoljac | 0 – 2       | Varteks Varaždin |
| Rijeka               | 3 – 1       | Međimurje        |
| Osijek               | 2 – 0       | Inter Zaprešić   |
| Slaven Belupo        | 5 – 0       | ZET Zagabria     |
| Vinogradar           | 3 – 2       | Moslavina        |
| Cibalia              | 1 – 3       | Kamen Ingrad     |

## Quarti di finale
| Squadra 1        | Totale | Squadra 2      | Andata     | Ritorno    |
| ---------------- | ------ | -------------- | ---------- | ---------- |
|                  |        |                | 09.11.2005 | 15.11.2005 |
| Osijek           | 2 – 3  | Hajduk Spalato | 1 – 1      | 1 – 2      |
| Slaven Belupo    | 2 – 4  | Kamen Ingrad   | 1 – 0      | 1 – 4      |
| Varteks Varaždin | 5 – 2  | Naftaš Ivanić  | 4 – 1      | 1 – 1      |
| Vinogradar       | 1 – 10 | Rijeka         | 1 – 2      | 0 – 8      |

## Semifinali
| Squadra 1        | Totale | Squadra 2    | Andata     | Ritorno    |
| ---------------- | ------ | ------------ | ---------- | ---------- |
|                  |        |              | 29.03.2006 | 05.04.2006 |
| Hajduk Spalato   | 1 – 2  | Rijeka       | 1 – 1      | 0 – 1      |
| Varteks Varaždin | 5 – 4  | Kamen Ingrad | 3 – 3      | 2 – 1      |

## Finale
| Squadra 1 | Totale      | Squadra 2        | Andata     | Ritorno    |
| --------- | ----------- | ---------------- | ---------- | ---------- |
|           |             |                  | 26.04.2006 | 03.05.2006 |
| Rijeka    | 5 – 5 (gfc) | Varteks Varaždin | 4 – 0      | 1 – 5      |

### Andata
| Arbitro: | Kovačić (Križevci) |

|                                      |           |  |
| Vugrinec 20’ 68’ Linić 43’ Bobic 81’ | Marcatori |  |

| Rijeka | Varteks |

|                 |    |                    |  |     |
|                 |    |                    |  |     |
| P               | 12 | Dragan Žilić       |  |     |
| D               | 5  | Dario Knežević     |  |     |
| D               | 6  | Peter Lérant       |  |     |
| D               | 15 | Daniel Šarić       |  | 83’ |
| D               | 20 | Krunoslav Rendulić |  |     |
| C               | 7  | Dragan Tadić       |  | 72’ |
| C               | 21 | Igor Novaković     |  |     |
| C               | 22 | Mario Prišć        |  |     |
| C               | 25 | Siniša Linić       |  |     |
| A               | 10 | Ahmad Sharbini     |  | 57’ |
| A               | 30 | Davor Vugrinec     |  |     |
| A disposizione: |    |                    |  |     |
| C               | 18 | Goran Rubil        |  | 57’ |
| A               | 9  | Fredi Bobic        |  | 72’ |
| D               | 2  | Igor Tkalčević     |  | 83’ |
| Allenatore:     |    |                    |  |     |
| Dragan Skočić   |    |                    |  |     |

|                 |    |                   |    |     |
|                 |    |                   |    |     |
| P               | 1  | Miroslav Koprić   |    |     |
| D               | 3  | Nikola Pokrivač   |    |     |
| D               | 18 | Vladimir Vuk      |    |     |
| D               | 30 | Mario Lučić       |    |     |
| C               | 4  | Dario Jertec      |    | 61’ |
| C               | 10 | Nikola Šafarić    | 3' |     |
| C               | 14 | Srebrenko Posavec |    |     |
| C               | 29 | Nedim Halilović   |    |     |
| A               | 9  | Enes Novinić      |    |     |
| A               | 23 | Leon Benko        |    | 56’ |
| A               | 27 | Ivan Jolić        |    |     |
| A disposizione: |    |                   |    |     |
| A               | 17 | Milan Pavličić    |    | 56’ |
| C               | 11 | Teo Kardum        |    | 61’ |
| Allenatore:     |    |                   |    |     |
| Zlatko Dalić    |    |                   |    |     |

### Ritorno
| Arbitro: | Šupraha (Colane) |

|                                                          |           |              |
| Lučić 23’ Benko 54’ Šafarić 84’ (rig.) Novinić 90’ 90+1’ | Marcatori | 77’ Vugrinec |

| Varteks | Rijeka |

|                 |    |                   |  |     |
|                 |    |                   |  |     |
| P               | 12 | Ivan Mance        |  |     |
| D               | 3  | Nikola Pokrivač   |  |     |
| D               | 18 | Vladimir Vuk      |  | 60’ |
| D               | 30 | Mario Lučić       |  | 79’ |
| C               | 4  | Dario Jertec      |  |     |
| C               | 10 | Nikola Šafarić    |  |     |
| C               | 26 | Nikola Melnjak    |  | 66’ |
| C               | 29 | Nedim Halilović   |  |     |
| A               | 9  | Enes Novinić      |  |     |
| A               | 17 | Milan Pavličić    |  |     |
| A               | 23 | Leon Benko        |  |     |
| A disposizione: |    |                   |  |     |
| A               | 27 | Ivan Jolić        |  | 60’ |
| C               | 14 | Srebrenko Posavec |  | 66’ |
| A               | 20 | Dominik Mohorović |  | 79’ |
| Allenatore:     |    |                   |  |     |
| Zlatko Dalić    |    |                   |  |     |

|                 |    |                    |  |     |
|                 |    |                    |  |     |
| P               | 12 | Dragan Žilić       |  |     |
| D               | 5  | Dario Knežević     |  |     |
| D               | 6  | Peter Lérant       |  |     |
| D               | 15 | Daniel Šarić       |  |     |
| D               | 20 | Krunoslav Rendulić |  |     |
| C               | 21 | Igor Novaković     |  |     |
| C               | 22 | Mario Prišć        |  |     |
| C               | 23 | Dušan Kerkez       |  | 38’ |
| C               | 25 | Siniša Linić       |  |     |
| A               | 10 | Ahmad Sharbini     |  | 68’ |
| A               | 30 | Davor Vugrinec     |  |     |
| A disposizione: |    |                    |  |     |
| C               | 7  | Dragan Tadić       |  | 38’ |
| D               | 2  | Igor Tkalčević     |  | 68’ |
| Allenatore:     |    |                    |  |     |
| Dragan Skočić   |    |                    |  |     |

## Marcatori
| Pos. | Giocatore       | Squadra    | Reti |
| ---- | --------------- | ---------- | ---- |
| 1    | Leon Benko      | Varteks    | 9    |
| 2    | Siniša Linić    | Rijeka     | 7    |
| 3    | Nikola Bucković | Vinogradar | 5    |
| 3    | Igor Novaković  | Rijeka     | 5    |
| 3    | Mario Rac       | Ogulin     | 5    |
| 3    | Željko Sablić   | Vinogradar | 5    |